# Abu Makbara
Abu Makbara (arab. أبو مقبرة) – wieś w Syrii, w muhafazie Aleppo. W 2004 roku liczyła 1214 mieszkańców.